# Телефонистка

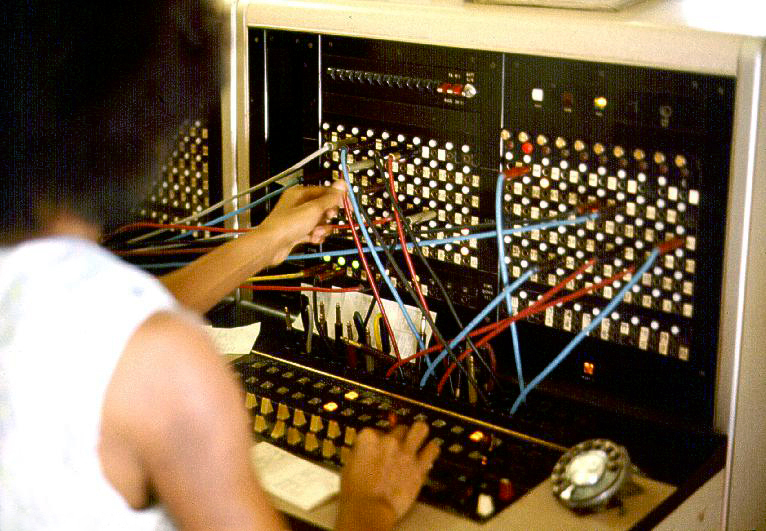
Телефонистка за ручным коммутатором, 1975 год.

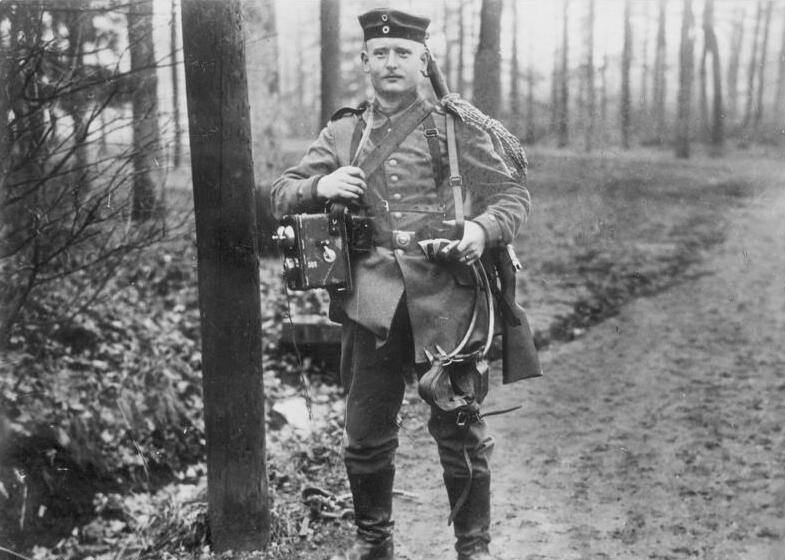
Немецкий связист в 1914 году.

Телефони́ст — человек (оператор), осуществляющий коммутацию на телефонной станции, то есть соединяющий телефонных абонентов при звонке по телефонной линии.
В военном деле Телефонист — военно-учётная специальность, должность и лицо их имеющее и находящееся на ней в войсках связи вооружённых сил того или иного государства мира. Также есть и Старший телефонист.

## История

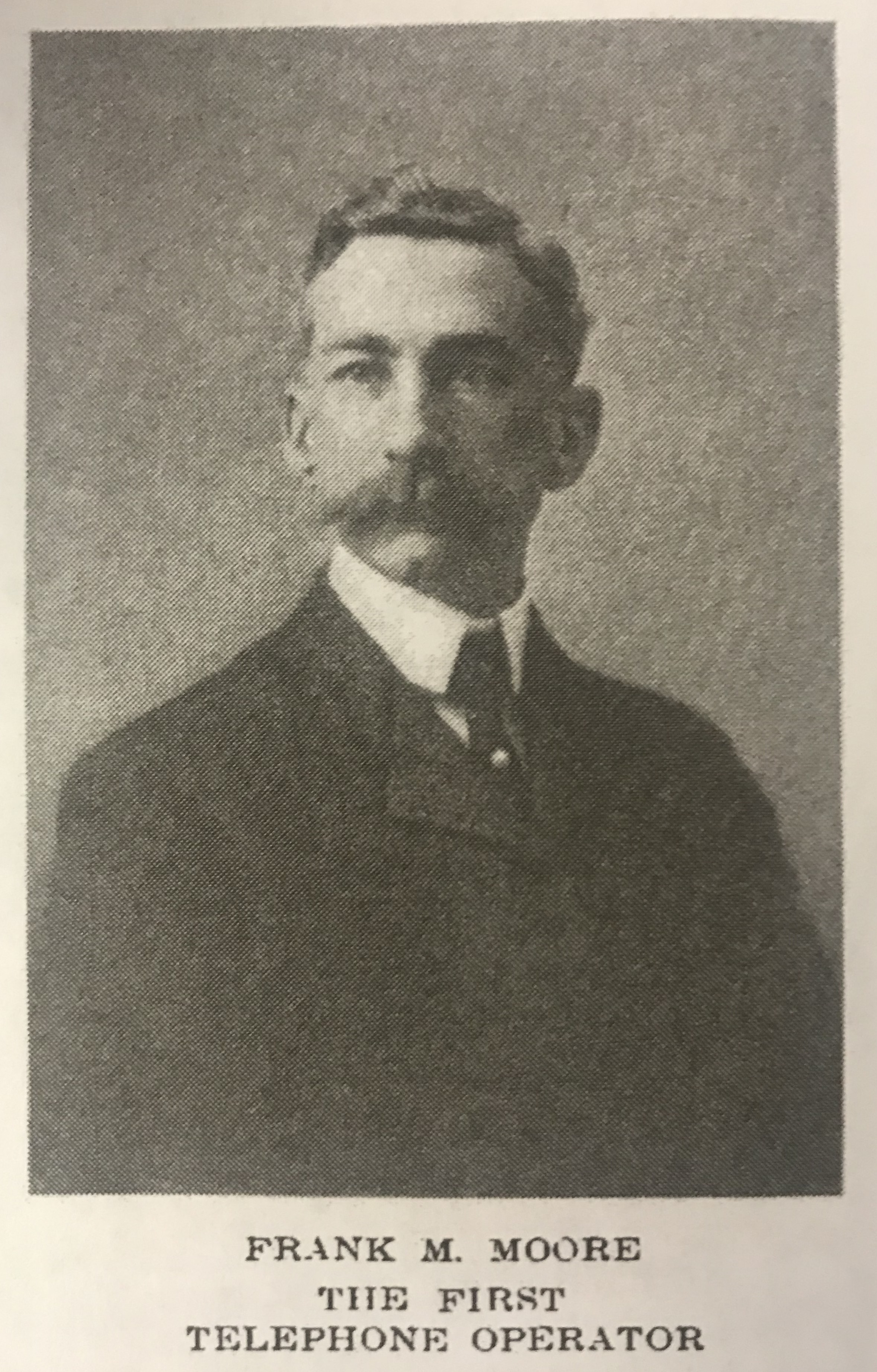
Фрэнк Мур, первый телефонный оператор

Первым телефонным оператором стал Фрэнк Мур, который работал в компании Эдвина Холмса Младшего. На заре телефонной связи операторами становились мужчины, но затем эта должность стала преимущественно женской.
До изобретения американским бизнесменом Элмоном Строуджером автоматической телефонной станции (АТС), труд телефонисток использовался для поиска возможности установления соединения с вызываемым абонентом.

Руководство группой телефонисток на больших городских коммутаторах осуществляла старшая телефонистка.
— Очень странное ощущение. Сидишь в помещении величиной со спортивный зал и разговариваешь с людьми через расстояние в тысячи миль. В течение часа твой голос услышат, по меньшей мере, тридцать пять человек. Но сказать им что-нибудь своё нельзя. Они тебя не знают и никогда не увидят. И кажется, будто теряешь людей. Словно они опустили монету в автомат, и он выбросил им тебя. Ты исполняешь то, что обязана, и исчезаешь. Сама ты словно в стороне.
Работа телефонистки в настоящее время также востребована: с массовым распространением УАТС и Centrex и виртуальных АТС, вызовы, не обработанные автоматически (например, звонящий абонент не знает местного номера) поступают на телефонистку.

В небольших фирмах должностные обязанности телефонистки выполняют — по совместительству — секретари.
Телефонные аппараты без номеронабирателя использовались, как правило, в учреждениях, например, часовым на контрольно-пропускном пункте воинской части, который мог сделать служебный звонок начальнику караула, с другими абонентами общаться часовому не полагалось по уставу. Также в отдалённой сельской местности и на небольших промышленных предприятиях могли быть установлены неавтоматические телефонные станции, абонент поднимал трубку своего аппарата, телефонистка отвечала и вручную соединяла с другим абонентом.

## Интересные факты
- Старое определение:
«ТЕЛЕФОНИСТКА — ТЕЛЕФОНИСТ, ТЕЛЕФОНИСТКА Лицо, служащее на телефоне для соединения аппаратов в целях доставления возможности телефонировать»[8].
- В телефонистки принимали только девушек из хороших семей с нескандальным характером, приятным голосом, крепким здоровьем, незамужних, с длинными руками и достаточно высоких, чтобы дотягиваться до верха коммутатора. На такой престижной работе нагрузка была весьма высокой: ночные смены, очень интенсивный ритм работы — к 1901 году в Москве было уже 2860 номеров, а одно соединение осуществлялось за 8 секунд. За это время телефонистка должна была принять вызов; сопоставить, в какое именно из доступных абонентских гнезд втыкать шнур; и, собственно, произвести соединение. Сложность процесса становится ясной, если посмотреть на ручной соединительный коммутатор — агрегат, напоминающий по форме пианино; только вместо клавиш — провода, рычажки и отверстия-гнёзда[9].

## Галерея

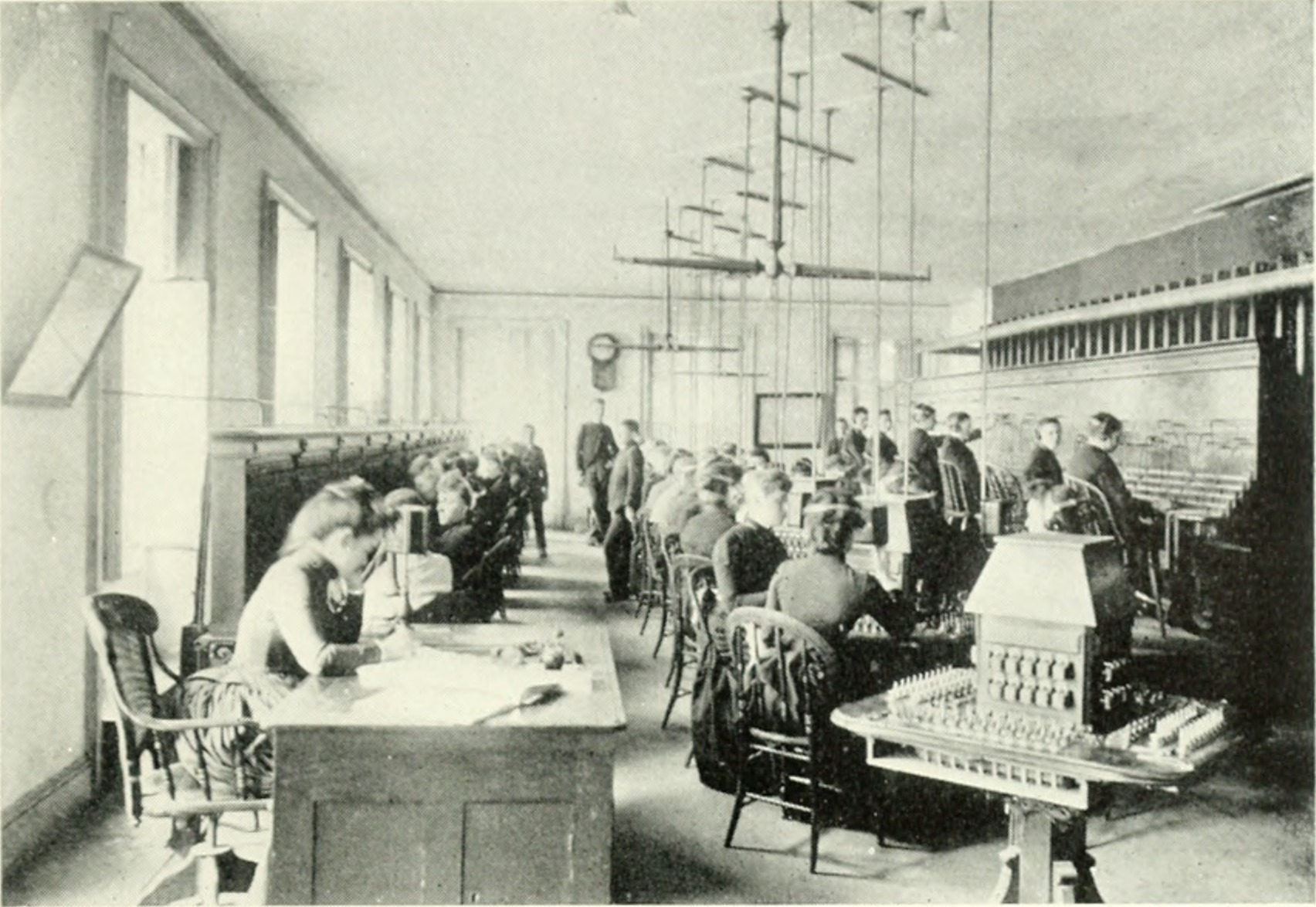
1880-е года.
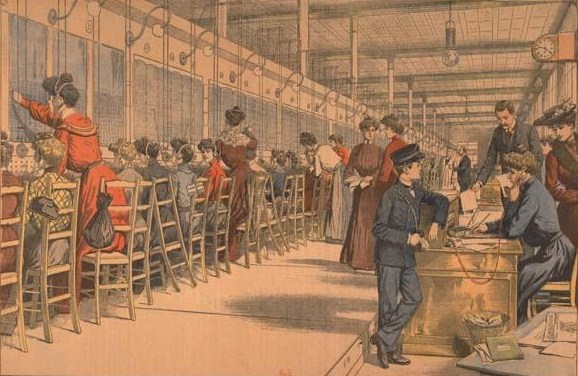
1900 год.
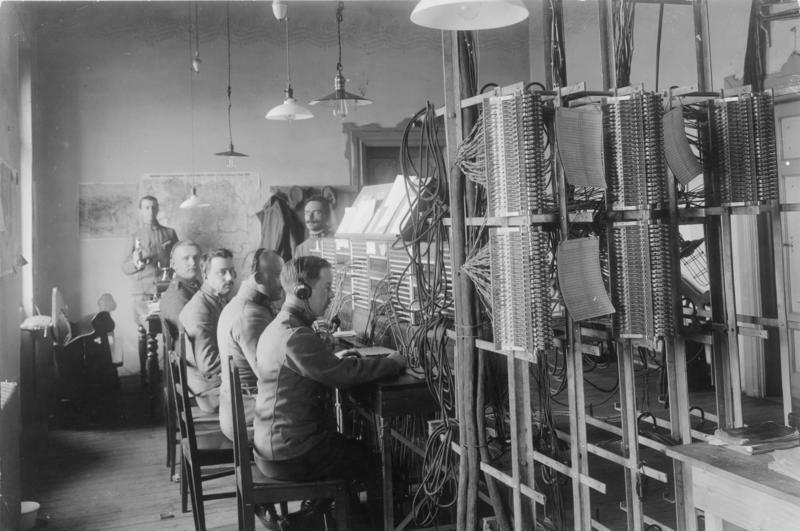
Германские телефонисты на рабочих местах, Бундесархив.
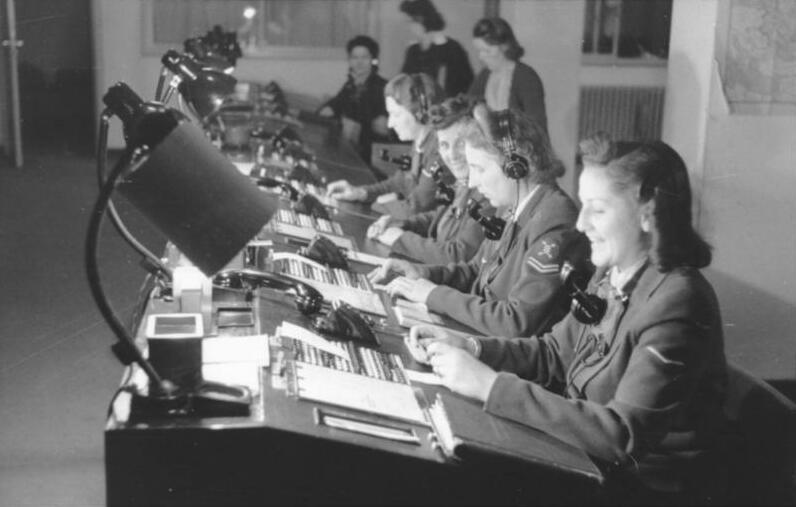
1944 год.
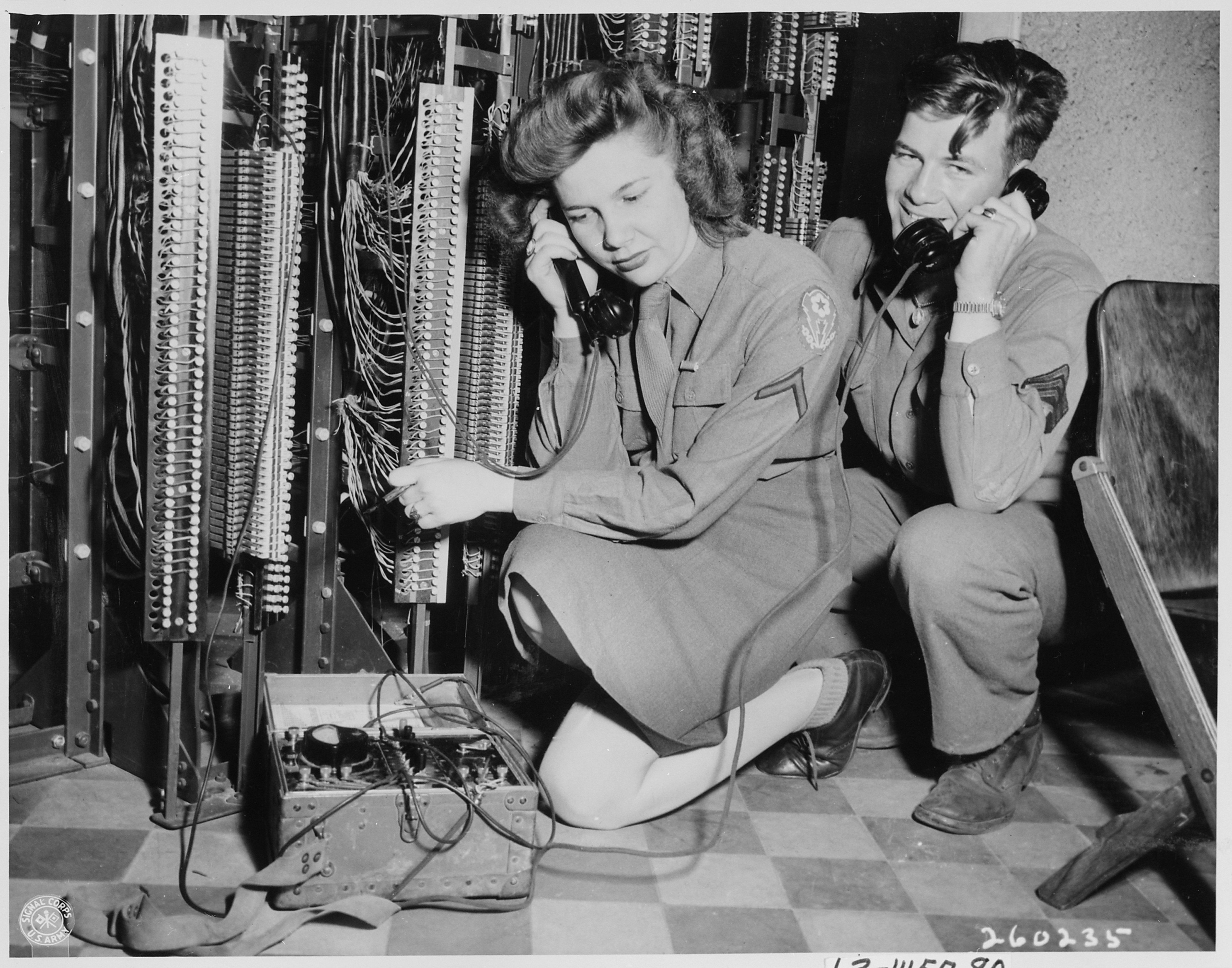
американские телефонисты в ходе работы Потсдамской конференции, 1945 год.
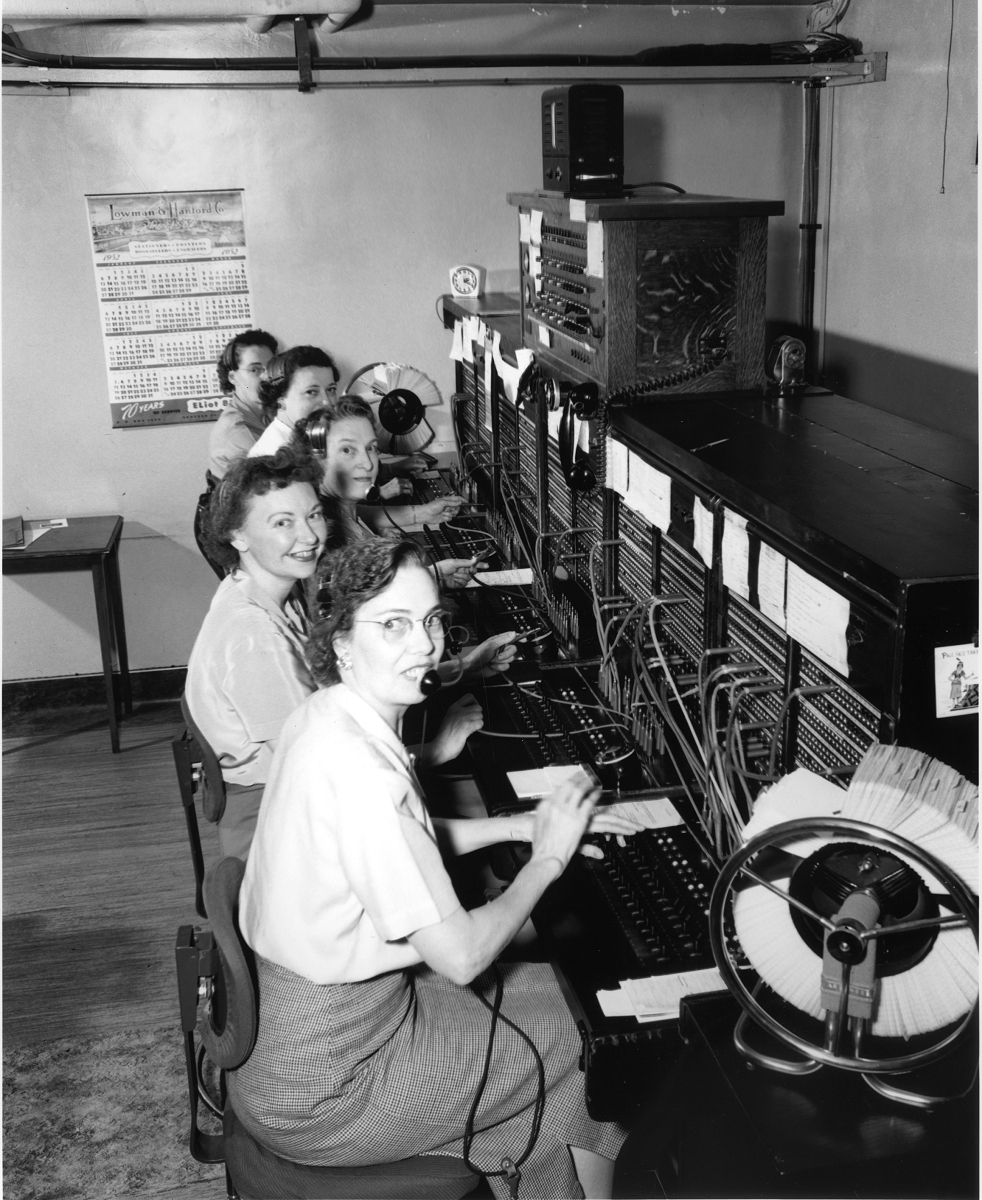
1952 год.